# EHP-spektralföljden
Inom matematiken är EHP-spektralföljden en spektralföljd som används för att induktivt beräkna homotopigrupper av sfärer lokaliserade vid något primtal p. Den beskrivs i detalj i Ravenel (2003, chapter 1.5) och Mahowald (2001). Den är relaterad till EHP-långa exakta följden av Whitehead (1953); namnet "EHP" kommer från att Whitehead namngav 3 av avbildningarna i sin följd "E" (första bokstaven i det tyska ordet "Einhängung"), "H" (för Hopf, emedan denna avbildning är den andra Hopf-Jamesinvarianten) och "P" (relaterad till (Whitehead)produkter).